# Tanjung Alam (Kedurang)
Tanjung Alam is een bestuurslaag in het regentschap Bengkulu Selatan van de provincie Bengkulu, Indonesië. Tanjung Alam telt 740 inwoners (volkstelling 2010).